# Olaus Wormius

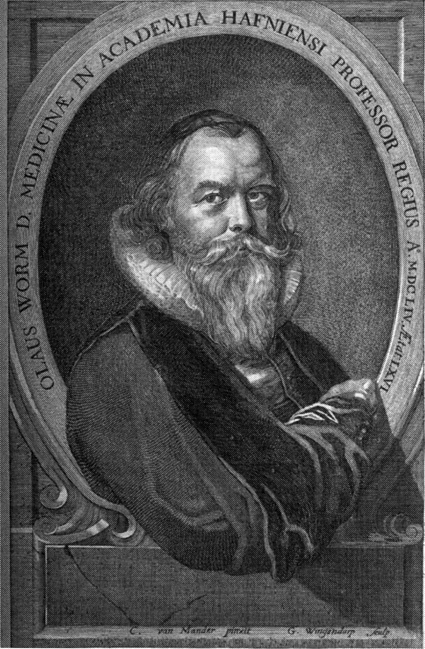
Olaus Wormius

Olaus Wormius, gelatinseerde naam van Ole Worm (Aarhus, 13 mei 1588 - Kopenhagen, 31 augustus 1655), was een Deense arts en natuuronderzoeker alsook kenner van de Scandinavische oudheid.

## Achtergrond
De rijke zoon van burgemeester Willum Worm van Århus beleed de lutherse godsdienst. Om zijn geloof vrijelijk te kunnen belijden, was zijn grootvader Johan Worm indertijd uit de Nederlandse stad Arnhem gevlucht. Ole Worm huwde Dorothea Fincke, dochter van de wiskundige Thomas Fincke, de man die de begrippen 'tangent' en 'secant' bekendheid verschafte.

## Opleiding
Worm bezocht het gymnasium in Aarhus en vervolgde zijn studie op de universiteit van Marburg in 1605. In 1611 haalde hij een graad in de medicijnen aan de universiteit van Bazel, in 1617 een in de kunsten aan de Universiteit van Kopenhagen; hier doceerde hij tevens de Latijnse- en Griekse taal, natuurkunde en medicijnen. Daarnaast was hij de lijfarts van Christiaan IV van Denemarken. Gedurende een grote pestepidemie bleef hij in de stad Kopenhagen om zich te bekommeren om de zieken, hetgeen niet zeer gebruikelijk was voor artsen in die tijd.

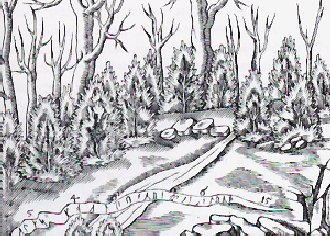
Beschrijving van Worm van de runen inscriptie, waar hij dacht de naam Lund te lezen. De 'inscriptie' bleek later ontstaan te zijn door een natuurlijke formatie van het gesteente.

## Worms wetenschappelijke bijdragen
De belangrijkste bijdragen van Worm in de medicijnen lagen op het gebied van de embryologie. De zogenaamde ossa wormiana (naadbeenderen) die als variëteit in de schedelnaden kunnen voorkomen, zijn naar hem vernoemd. Het verschijnsel was echter al eerder door Paracelsus beschreven.
Worm is ook bekend als verzamelaar van vroege teksten in de Scandinavische talen. Hij schreef een aantal verhandelingen over hunebedden en verzamelde teksten in het runenschrift (runen). Zijn contacten waren zeer divers. Hij ontving mede door toedoen van de koning van Denemarken introductiebrieven van de bisschoppen van Denemarken en Noorwegen. In 1626 publiceerde Worm zijn Fasti Danici (Deense chronologie), een studie die de resultaten weergaf van zijn onderzoek naar de gebruiken van de Runen; in 1636 Runir seu Danica literatura antiquissima, over de oudst bekende Deense literatuur; dit was een samenvatting van vertaalde runen teksten. In 1643 publiceerde hij zijn Danicorum Monumentorum: dit was de eerste studie over hunebedden, ooit gepubliceerd, en een van de weinig overgebleven bronnen voor de beschrijving van grote aantallen hunebedden en inscripties uit Denemarken.

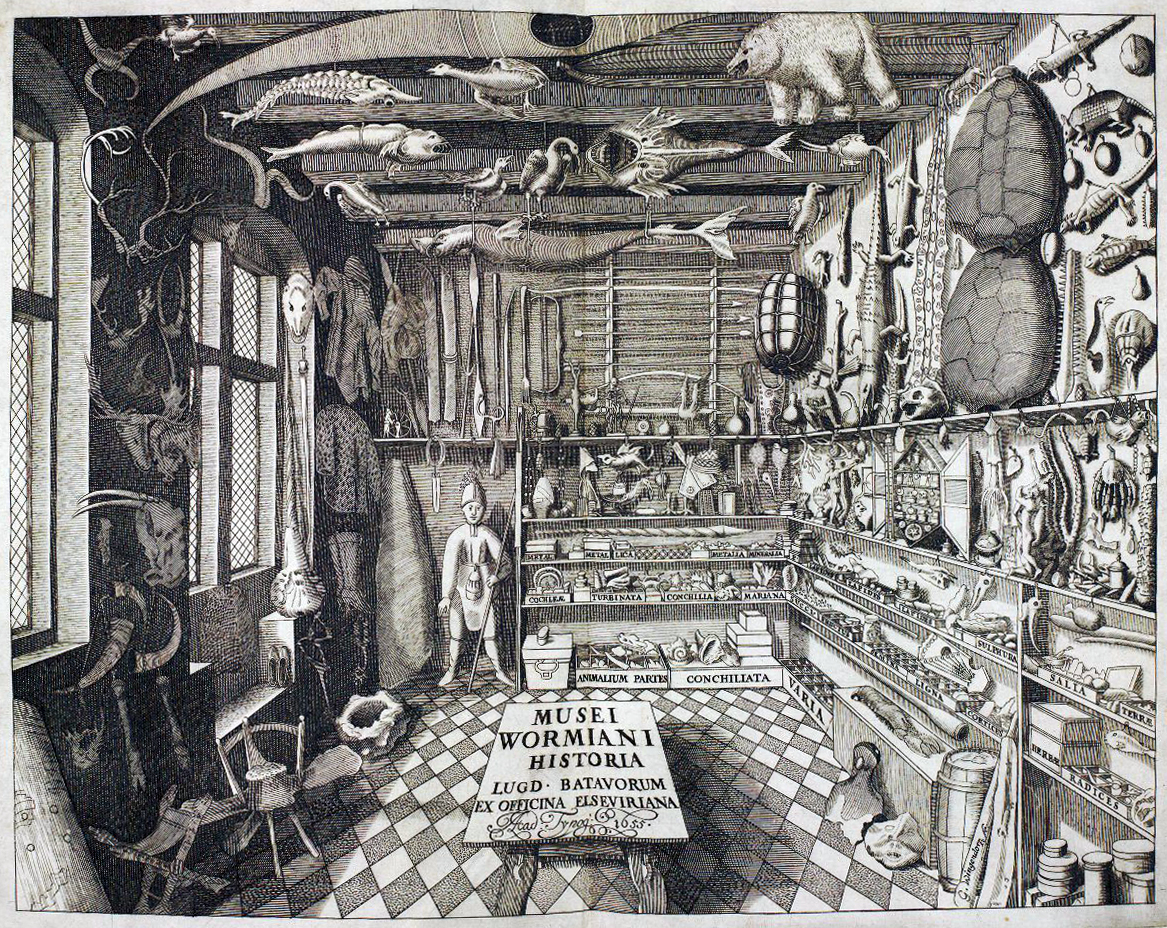
"Musei Wormiani Historia", de voorkant van het Museum Wormianum voorstellend Wormius' rariteitenkabinet.

## Zijn werk als natuuronderzoeker
Als natuuronderzoeker verzamelde Worm een grote collectie rariteiten, variërend van artefacten uit de nieuwe wereld tot voorbeelden van bepaalde families van dieren, tot fossielen, waar hij grootse theorieën over had.
Hij stelde een catalogus van zijn "Museum Wormianum" samen met tekeningen van zijn collectie en speculaties over de betekenis daarvan, deze werd (met een gedicht van Constantijn Huygens) pas  na zijn dood, in 1655, gepubliceerd.

## De betekenis van de wetenschapper Worm
Als onderzoeker was Worm intermediair tussen de oude en de moderne natuurwetenschap. Op een vooruitstrevende, empirische wijze beredeneerde Worm dat de eenhoorn niet bestond en dat zogenaamde hoorns van dit dier eigenlijk toebehoorden aan de Narwal. Aan de andere kant vroeg hij zich af of de veronderstelde gifneutraliserende werking, die aan de hoorn werd toebedacht, wel op waarheid berustte en ondernam hij ietwat primitieve experimenten door huisdieren te vergiftigen en ze dan vermalen hoorn van de narwal te geven. Hoogstwaarschijnlijk was het effectiviteit van het gif minimaal; Worm rapporteerde dat alle huisdieren herstelden.
Andere empirische onderzoeken waren erop gericht voldoende bewijs te verzamelen dat lemmingen zoogdieren waren en niet, zoals men dacht, spontaan door de atmosfeer waren geschapen. Ook maakte hij een van de eerste gedetailleerde tekeningen van een paradijsvogel, hiermee bewijzend dat deze vogel inderdaad, in tegenstelling tot speculaties, poten had als iedere andere vogel. Worm gebruikte zijn collectie echter het meest voor onderwijs.

## Worm in de populaire literatuur
Worm (en daarmee intrinsiek veel van zijn tijdgenoten) werd geportretteerd (als een fictief karakter) met zijn naam door onder meer Howard Phillips Lovecraft, die het karakter Olaus Wormius neerzette als een vertaler van de Griekse taal in het Latijn van zijn meest befaamde Grimoire (toverboek) Necronomicon. Lovecraft beschreef Worm als een Dominicaanse priester en zette hem abusievelijk terug in de dertiende eeuw.